# Versammlung der katholischen Hierarchie Ägyptens
Die Versammlung der katholischen Hierarchie Ägyptens (französisch Assemblée de La Hiérarchie Catholique d’Egypte; englisch Assembly of the Catholic Hierarchy of Egypt; kurz AHCE) ist eine 1966 gegründete Initiative der katholischen Kirche in Ägypten. Sie umfasst die in Ägypten residierenden Patriarchen und Bischöfe der lateinischen Kirche und der katholischen Kirchen eigenen Rechts (katholische Ostkirchen).
In Umsetzung der Empfehlungen des Zweiten Vatikanischen Konzils und in Übereinstimmung mit dem kanonischen Kodex der Ostkirchen organisierten die katholischen Patriarchen und Bischöfe Ägyptens die Sitzungen der Versammlung der katholischen Hierarchie Ägyptens. Ziel ist die Einheit und Förderung der katholischen Kirche in Ägypten, insbesondere die Koordinierung der katholischen Gemeinschaft und der Informationsaustausch untereinander. 1990 erfolgte eine Überarbeitung der Statuten.
Präsident ist der koptisch-katholische Patriarch; derzeit Ibrahim Isaac Sidrak,  Patriarch von Alexandrien der mit Rom unierten koptisch-katholischen Kirche.